# Roztoka (Dobromierz)

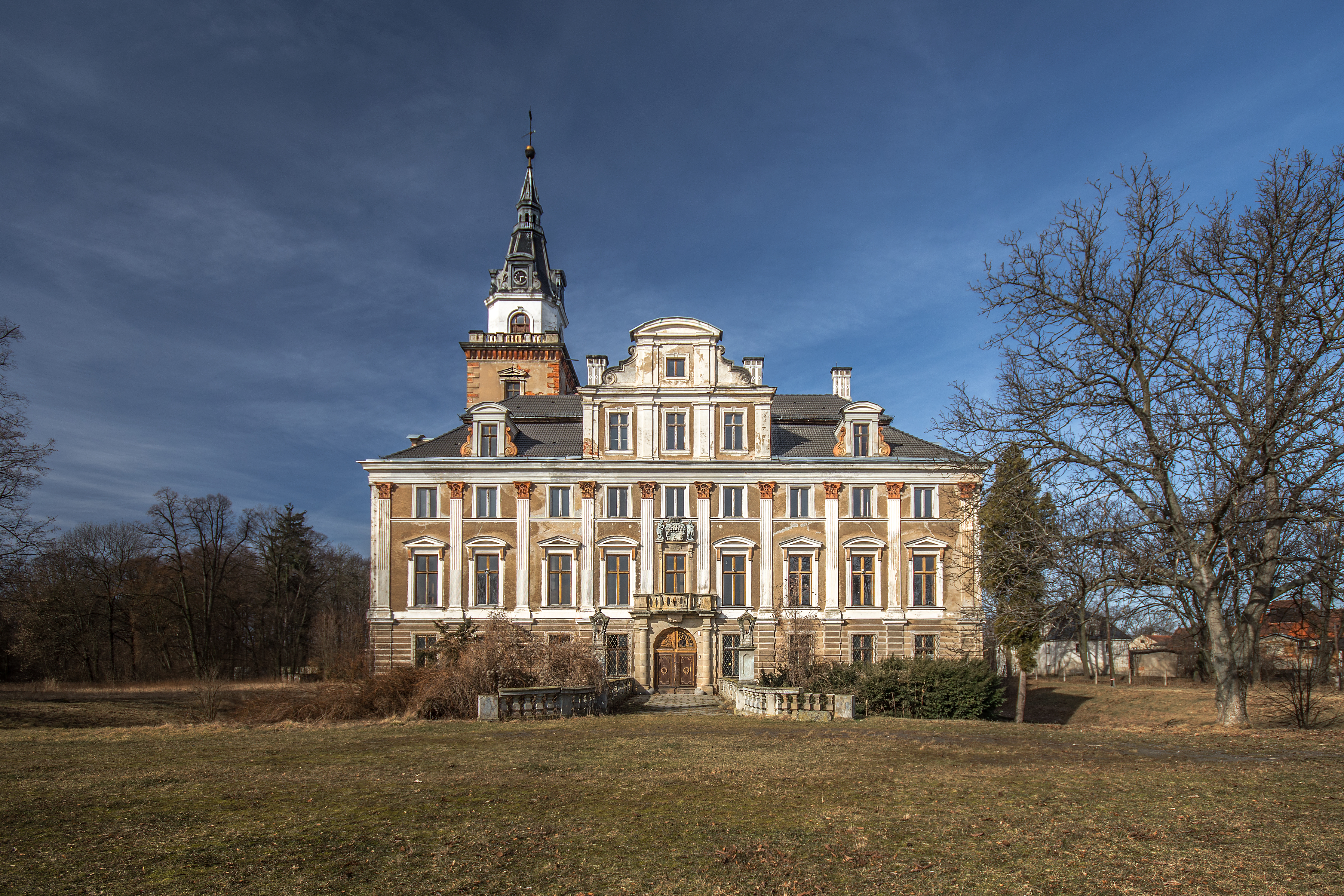
Schloss Rohnstock

Roztoka [rɔs'tɔka] (deutsch Rohnstock) ist ein Dorf der Landgemeinde Dobromierz im Powiat Świdnicki der Woiwodschaft Niederschlesien in Polen. Bekannt ist der Ort vor allem durch das gleichnamige Schloss Rohnstock, in dem der preußische König Friedrich II. im Jahr 1745 während der Schlacht bei Hohenfriedberg übernachtete.

## Geographie
Roztoka liegt an der Wütenden Neiße (polnisch Nysa Szalona) etwa 60 km südwestlich von Breslau, ungefähr in der Mitte des Städtedreiecks Jawor (Jauer), Strzegom (Striegau) und Bolków (Bolkenhain).

## Geschichte

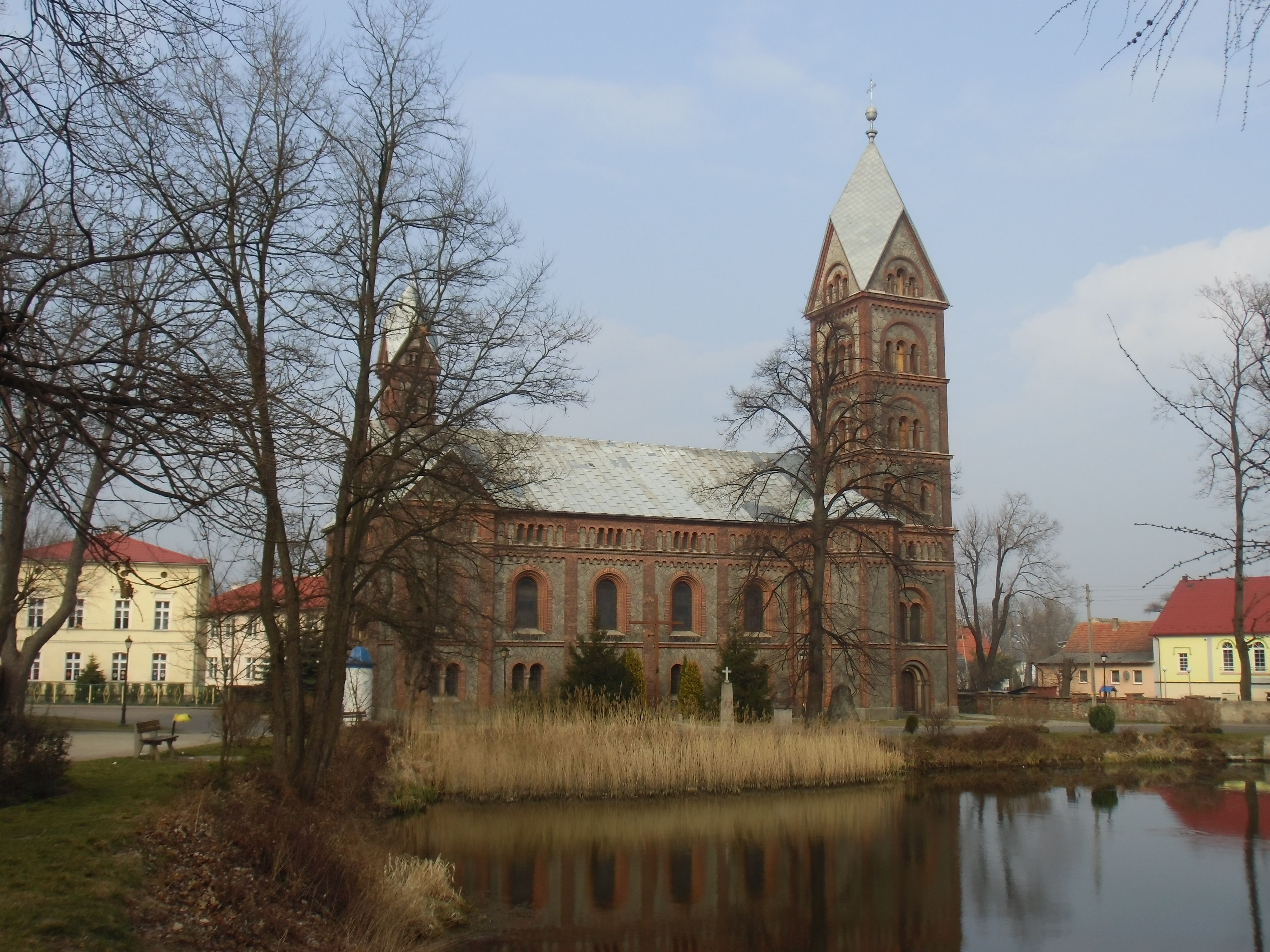
St.-Stanislaus-Kirche, vormals evangelische Kirche

Die katholische Kirche – 1945 zerstört

Pieta in der katholischen Kirche

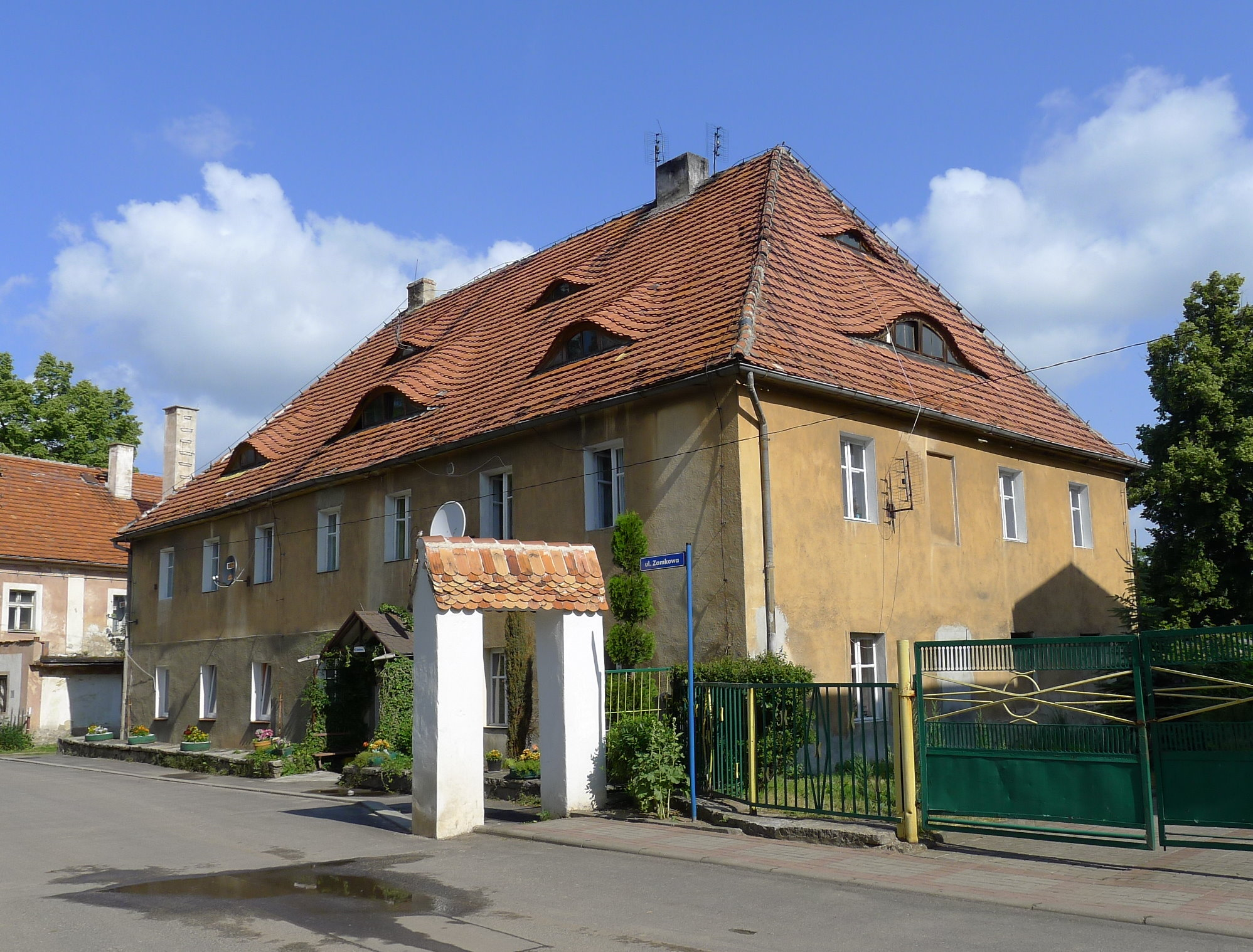
Geburtshaus der Justine Siegemundin.

Der Name Rohnstock leitet sich ab von althochdeutsch „rono“, mittelhochdeutsch „rone“ = Baumstumpf und Ahd., mhd. „stoc“ = Baumstock und ist dadurch entstanden, dass an dieser Stelle Bäume gefällt und (Wurzel-)Stöcke gerodet wurden. Ein früheres Gemeindesiegel zeigt einen Baumstock mit zwei (Rode-)Beilen.
Es gehörte zum piastischen Herzogtum Schweidnitz und wurde erstmals im Jahre 1305 im Liber fundationis episcopatus Vratislaviensis urkundlich erwähnt. Nach dem Tod des Herzogs Bolko II. fiel Rohnstock 1368 zusammen mit dem Herzogtum Schweidnitz-Jauer erbrechtlich an Böhmen, wobei Bolkos Witwe Agnes von Habsburg eine lebenslange Nutznießung zustand. Sie gewährte Rohnstock im Jahre 1411 das Recht, den Salzmarkt auszuüben. Im gleichen Jahr war Nikol von Ronau Grundherr von Rohnstock. Am 2. Januar 1497 erwarb Conrad I. von Hochberg, der mit Catharina von Reibnitz verheiratet war, Rohnstock von den Brüdern von Reibnitz. 1499 wurde eine Glocke der Kirche gegossen und aufgehängt, eine weitere Glocke wurde 1500 installiert. Conrad I. von Hochberg und dessen Sohn Christoph beteiligten sich ab 22. März 1507 unter Herzog Friedrich II. von Liegnitz und Brieg an einer Pilgerreise in das Heilige Land. Als Conrad I. am 31. Juli 1520 starb, hinterließ er die Söhne Georg, Christoph und Hans. Der älteste, Georg, bekam die Rohnstocker Güter. Während der Reformation wurde die Kirche 1523 den evangelisch Gläubigen übertragen. Kirchenpatron war Georg von Hochberg auf Rohnstock.
1636 wurde in Rohnstock Justina Dittrich (später unter Justina Siegmund oder Justine Siegemundin berühmt) geboren, Tochter des Pfarrers Dittrich, die um die Geburtskunde hochverdiente „Churbrandenburgische Hofwehemutter“. Ihr Vater Pfarrer Elias Dittrich musste vor den Wirren des Dreißigjährigen Krieges fliehen. 1644 trat der evangelische Pfarrer Joachim Kretschmer sein Amt an. Nachdem den Evangelischen am 15. Januar 1654 ihre Kirche weggenommen worden war, war für sie die Friedenskirche Jauer zuständig.
Aus dem Jahr 1667 ist eine Beschreibung des Rohnstocker Schlosses in „Der wieder-lebendige Phoenix der beiden Fürstentümer Schweidnitz und Jauer“ von Ephraim Ignatio Naso (Breslau 1667) überliefert:

„Es gibt hier zwei unterschiedliche Wohnungen, die gemeinsam durch einen tiefen Wallgraben umschlossen sind. Die eine gehört dem Hochwohlgeborenen Herrn Christoph, Freiherr von Hohberg, die andere Herrn Conrad, Freiherr von Hohberg, welche Brüder sind. Sie haben in ihrer Jugend eifrig ritterliche Übungen veranstaltet und haben viele Länder und Königreiche bereist.“

1720 wurde das Schloss unter Hans Heinrich III. Reichsgraf von Hochberg zum ersten Mal umgebaut. Im neuerbauten herrschaftlichen Reit- und Wagenhaus im Schlosshof wurde am 24. Dezember 1741 der erste evangelische Gottesdienst mit Diakon Simonstrat aus Jauer gefeiert. Nach dem Ersten Schlesischen Krieg 1742 fiel Rohnstock mit dem größten Teil Schlesiens an Preußen. Am 3. Mai 1742 wurde der erste evangelische Prediger George Petzold eingesetzt. 1742/43 wurde das evangelischen Schulhauses errichtet. Am 9. Juni 1743 starb der bisherige Schlossherr Hans Heinrich III. Reichsgraf von Hochberg. Erbe und Nachfolger war sein Sohn Hans Heinrich IV. Reichsgraf von Hochberg, Freiherr zu Fürstenstein auf Rohnstock.
Am 3. Juni 1745, dem Vorabend der Schlacht bei Hohenfriedberg, waren der Höchstkommandierende der Kaiserlichen Armee, Prinz Karl von Lothringen, und der Herzog von Weißenfels als Gäste im Schloss. Am Abend der Schlacht, dem 4. Juni 1745, besuchte der preußische König Friedrich II. das Schloss. Am 5. Juni 1745 präsentierte General Chasot dem König 66 von den Kaiserlichen erbeutete Fahnen auf dem Ehrenhof vor dem Schloss. Nach dem Tod des katholischen Pfarrers Kraus am 1. April 1746 erbat Hans Heinrich Graf von Hochberg vom König die Rückgabe der katholischen Kirche an die Evangelischen. Am 12. Mai 1746 lehnte König Friedrich II. dieses Gesuch ab. Der Grundstein für ein evangelisches Bethaus wurde am 30. September 1746 gelegt. Am 24. Dezember 1747 wurde das Bethaus „Zum Kripplein Christi“ eingeweiht. Der Bau war massiv und mit „Flachwerk“ gedeckt. Altar, Kanzel und Orgel waren übereinander angeordnet. Ein Kirchenvermögen von 800 Thalern wurde von der Gutsherrschaft gestiftet. Aus Anlass des 100-jährigen Gedenkens der Wegnahme der Kirche feierte Rohnstock am 4. Advent 1754 das 14. Kirchenfest mit Pfarrer George Petzold.
Friedrich Bernhard Werner fertigte 1754 u. a. zwei Federzeichnungen vom Schloss und Kirchenbezirk an. Bevor König Friedrich II. während der Schlacht bei Kunersdorf gegen die Kaiserlichen anrückte, nahm er im März 1759 im Schloss von Rohnstock sein Hauptquartier. Im April 1785 richtete eine starke Regenflut großen Schaden an. Anlässlich der 300-Jahr-Feier der Reformation erhielt die evangelische Gemeinde durch Schenkungsurkunde des Grafen von Hochberg am 19. Oktober 1817 den herrschaftlichen Jägergarten als Friedhof. Anfang des Jahres 1818 erfolgte die Teilung größerer Landkreise in Schlesien. Dabei wurde auch der bis dahin vereinigte Bolkenhain-Landeshuter Kreis in zwei selbständige Kreise aufgeteilt. Rohnstock gehörte nun zum Kreis Bolkenhain. 1820 konnten dank einer Spende von Hans Melchior Julius von Schweinitz auf Kauder zwei Glocken für das Bethaus angeschafft und geweiht werden. Am 1. November 1847 wurde der evangelischer Friedhof zu Rohnstock eingeweiht. Das evangelische Pfarrhaus wurde 1867 gebaut. Unter Hans Heinrich XIV. Bolko von Hochberg wurde das Schloss 1870 noch einmal umgebaut. 1873 begann der Bau einer neuen evangelischen Kirche, deren Baumeister Hauptmann Wentzig aus Rohnstock war. Das alte Bethaus wurde, mit Ausnahme der Gruft, abgerissen.
Während eines Kaisermanövers bei Rohnstock 1875 war Schloss Rohnstock Hauptquartier des Kaisers Wilhelm I. Auch der damalige Kronprinz Friedrich Wilhelm war am 14. September 1875 zu Besuch im Schloss Rohnstock. 1878 wurde die neue evangelische Kirche „Zum Kripplein Christi“ eingeweiht. Ein Hochwasser der Wütenden Neiße überschwemmte im Juni 1883 auch Rohnstock. Am 10. Oktober 1886 wurde Graf Bolko von Hochberg zu Rohnstock zum einstweiligen Intendanten der Königlichen Schauspiele in Berlin berufen. Der erste Bahnhof Rohnstock wurde 1889 zwischen Weidenpetersdorf und Hausdorf gebaut. Seit dieser Zeit hieß Weidenpetersdorf Ober-Rohnstock. 1890 wurde die Bahnlinie Striegau – Bolkenhain eingleisig gebaut. Vom 16. bis zum 19. September 1890 wurde im Kreis Jauer ein Kaisermanöver durchgeführt. Kaiser Wilhelm II. war dabei Gast im Schloss Rohnstock beim Reichsgrafen Bolko von Hochberg. Ebenfalls zu Gast im Schloss war in diesem Jahr Kaiser Franz Josef I. († 1916). König Albert von Sachsen, dessen Quartier sich in Börnchen befand, kam zu den Abendtafeln ins Schloss. Im Juli 1897 und 1898 führte die Wütende Neiße Hochwasser. Beim zweiten Mal wurde das Wehr in Rohnstock weggerissen.

Das Postgebäude

Am 3. August 1901 heiratete Reichsgräfin Marie Agnes von Hochberg den Grafen Carl von Pückler in der evangelischen Kirche zu Rohnstock. 1902 wurde das Postgebäude gebaut. Ein großes Hochwasser der Wütenden Neiße am 17./18. April 1903 Neiße überschwemmte Bolkenhain, Rohnstock und Jauer. Durch ein weiteres Hochwasser am 7. Mai 1903 wurde die große steinerne Brücke in Ober-Rohnstock beschädigt. Am Abend wurde der Graf mit einer Kutsche vom Bahnhof abgeholt. Nachdem er in schneller Fahrt die Brücke passiert hatte, stürzte diese mit lautem Gepolter ein. Die Aufräumarbeiten begannen am nächsten Tag. Das Wehr in Rohnstock wurde wieder weggerissen. In die durch den Tod des Superintendenten Hillberg erledigte evangelische Pfarrstelle wurde vom Patron, Grafen von Hochberg, am 16. Januar 1905 Pastor Sieber aus Anhalt bei Pleß berufen. Der katholische Pfarrer Josef Göbel wurde am 3. Mai 1905 in sein Amt eingeführt. Am 10. Oktober 1905 verkaufte Herr Tinius seinen Gasthof, den Gerichtskretscham in Rohnstock, an Herrn Gustav Abend aus Conradswaldau.
Der königliche Musikdirektor Rudnick aus Liegnitz führte am 28. November 1905 eine Revision der neuen Orgel in der evangelischen Kirche durch. 1907 überschwemmte wieder ein großes Hochwasser der Wütenden Neiße Rohnstock. Zur Erinnerung an die Schlacht von Hohenfriedeberg wurde am 6. Juni 1910 ein Denkmal mitten auf dem Schlachtfelde in der Guhle bei Günthersdorf eingeweiht. Bei einer Hochzeit brach 1912 im kleinen Turm der evangelischen Kirche Feuer aus, das aber schnell gelöscht werden konnte. Im gleichen Jahr wurden die Nebenbahnlinien Jauer – Rohnstock und Striegau – Rohnstock – Bolkenhain – Merzdorf zur Vollbahn ausgebaut. Rohnstock wurde Umsteigebahnhof und erhielt einen neuen und größeren Bahnhof mit 4 Gleisen und zwei Unterführungen. Das alte Bahngebäude wurde abgerissen. Die Strecke blieb eingleisig, das Gelände für das zweite Gleis wurde aber gekauft und vorbereitet.
In den Jahren zwischen 1905 und 1913 bekam die katholische Kirche eine neue Glocke mit dem Ton fis (674 kg) und die evangelische Kirche eine Glocke c’’ (267 kg). Während eines Kaisermanövers 1913 in Schlesien marschierte ein ganzes Regiment in Richtung Hausdorf – Hohenfriedeberg durch Rohnstock. Der Kronprinz hatte im Schloss Quartier genommen. Während des Manövers flog der Zeppelin über Rohnstock. In den Sälen der Gasthäuser Hildebrandt, Hilbert und Niepold gab es einen Kaisermanöverball. Am 12. April 1913 durchfuhr der erste Probeeilzug mit 80 km/h die Strecke Striegau – Merzdorf über Rohnstock – Bolkenhain. Die neue Leichenhalle auf dem evangelischen Friedhof wurde am 8. Oktober 1913 zum ersten Mal benutzt. Der Kreisarzt unternahm eine Leichenöffnung zur Feststellung der Todesursache. Auf den bisherigen Nebenbahnstrecken Striegau/Jauer – Rohnstock – Merzdorf wurde am 15. Juni 1914 der Hauptbahnbetrieb aufgenommen. Seit dem 20. Juli 1914 gab es in Rohnstock elektrisches Licht. Nachdem die Gräfin von Hochberg der Militärbehörde das Schloss als Lazaretträume zur Verfügung gestellt hatte, wurden am 10. August 1914 80 Betten aufgestellt und eine Sanitätskolonne gebildet. Die Kolonne schloss sich dem Provinzialverein an, dessen Vorsitzender Güterdirektor Semmer war. Am 18. Februar 1915 verkündeten die Glocken beider Kirchen die Siegesnachricht der deutschen Ostarmee. Der Ort hatte aus diesem Anlass reichen Flaggenschmuck angelegt, in beiden Schulen fiel der Unterricht aus. Am 1. Oktober 1916 wurde das 1914 im Schloss eingerichtete Lazarett aufgelöst, nachdem 1400 Heeresangehörige dort betreut worden waren. Zum 400. Jahrestag der Reformation fand am 10. August 1914 in der evangelischen Kirche in Rohnstock eine Feier statt. Vom Schloss Rohnstock erfolgte ein gemeinsamer Kirchgang, vom Schlossturm hörte man die Posaunenbläser.
Am 4. Februar 1923 starb Gräfin von Hochberg geb. Eleonore von Schönaich-Carolath. Als Ersatz für die 1915 zwangsweise abgegebenen Glocken wurde am 25. August 1923 eine neue Kirchenglocke in feierlichem Zug vom Bahnhof zur Kirche gefahren. Am nächsten Tag fand in der evangelischen Kirche in Rohnstock ein Festgottesdienst anlässlich der Glockenweihe statt. Die Einweihung des Kriegerdenkmals am 1. Juni 1924 wurde mit einer patriotischen Feier begangen. Es sprach Graf Bolko von Hochberg. Nach der Weihe wurde ein Frühschoppen in Hilberts Garten veranstaltet, nachmittags gab es ein Gartenkonzert. 1926 besuchte Gräfin Gravina, Tochter von Cosima Wagner aus ihrer ersten Ehe, Reichsgraf Bolko von Hochberg in Rohnstock. Ein weiteres großes Hochwasser ereignete sich am 3. Juli 1926. Im Alter von 83 Jahren starb Reichsgraf Bolko von Hochberg, der frühere Generalintendant der Kgl. Schauspiele, am 1. Dezember 1926 in Bad Salzbrunn. Bei der feierlichen Beisetzung am 4. Dezember 1926 waren viele Adelige anwesend, u. a. Prinz August von Hohenzollern. Die Leiche wurde unter Fackelbeleuchtung und großer Teilnahme der Bevölkerung begraben. Am 9. Dezember 1926 starb in Rohnstock der frühere Gutsbesitzer und Landtagsabgeordnete Johann Gottfried Scholz (1837–1926) im Alter von fast 90 Jahren. Er war in zahlreichen Ämtern tätig gewesen, u. a. im Kreisausschuss und in der Kreissparkasse, und hatte in der evangelischen Kirche ein Altarfenster gestiftet. Gottfried Scholz war von 1885 bis 1910 Mitglied des preußischen Abgeordnetenhauses für den 6. Wahlkreis des Reg. Bez. Liegnitz. Er bezeichnete sich als Freikonservativer und gehörte der Konservativen Partei unter der Führung des Herrn von Heydebrandt an. Seit etwa 1886–1918 war er Vorstandsmitglied der Schlesischen Landwirtschaftskammer und Mitglied des Kreisausschusses zu Bolkenhain.
Im Winter 1928/1929 war es so kalt, dass die Kirschenallee an der Striegauer Straße erfror, später wurden dort Apfelbäume gepflanzt. Auch die Hecken und die Sternlaube im Schlosspark erfroren. Am 24. Dezember 1928 herrschte ein entsetzlicher Orkan mit Schneesturm. Die evangelische Kirchengemeinde feierte am 7. Oktober 1928 das 50-jährige Jubiläum ihrer Kirche „Zum Kripplein Christi“; gleichzeitig wurde die neue große, dem Gedenken der im Ersten Weltkrieg Gefallenen gewidmete Glocke geweiht. Am 28. Oktober 1930 führte die Wütende Neise nach den Unwettern der vergangenen Tage Hochwasser. Ein großer Teil der Gemeinde stand unter Wasser. Mit dem Abbruch des sogenannten Haberlandhauses, das Gutsbesitzer Walter gehörte, verschwand am 4. Oktober 1930 das letzte mit Stroh gedeckte Gebäude aus der Gemeinde. 1931 wurde das Gasthaus Hilbert an Gastwirt Reichert verkauft. Zum 1. Februar 1932 ging die Schlossgärtnerei Rohnstock in die eigene Verwaltung des bisherigen Schlossgärtners Karl Thamm über (Pacht). Das Eintrittsgeld in den Park wurde dabei herabgesetzt. Nach der Auflösung des Kreises Bolkenhain und seiner Wiedervereinigung mit dem Kreis Landeshut am 1. Oktober 1932 gehörte Rohnstock zum Kreis Landeshut. Eine weitere Neugliederung der Landkreise, die am 15. Juli 1933 beschlossen und am 1. Oktober 1933 in Kraft gesetzt wurde, ordnete Rohnstock dem neuen Landkreis Jauer zu. Zum 1. Oktober 1933 trat Superintendent Sieber in den Ruhestand. Während Pastor Lic. Rohkohl, Bolkenhain, Superintendenturverweser wurde, übernahm Pastor Hamm, Wederau, das Pfarramt in Rohnstock.
Letzter Herr und Erbe des Land- und Waldgutes Rohnstock und der Standesherrschaft Neuschloß war der Diplom-Landwirt sowie Ehrenritter des Johanniterordens Hans Heinrich Graf XVIII. Graf Hochberg (1905–1989).
Im Zweiten Weltkrieg wurde die katholische Kirche 1945 durch Bomben zerstört. Am 13. Februar 1945 stießen die Russen von Häslicht kommend nach Bohrauseifersdorf vor und standen somit unmittelbar vor Rohnstock. Alle Rohnstocker mussten an diesem Tag den Ort verlassen. Ein Teil der Rohnstocker kam am 11. Mai 1945 zurück ins Dorf, nachdem sie in Altreichenau von der Roten Armee überrollt worden waren. Nachdem Rohnstock 1945 unter polnische Verwaltung gestellt und in Roztoka umbenannt worden war, musste am 26. Juli 1946 ein Teil der Bewohner den Ort endgültig verlassen. Am 2. Juli 2005 begingen ehemalige deutsche und jetzige polnische Einwohner zusammen die 700-Jahr-Feier.

### Geschichtliches zu einem Gemälde im Schloss Rohnstock
Auf Schloss Rohnstock befindet sich noch heute das älteste Gemälde von Schloss Hinterglauchau (datiert um 1470).
In den Ausstellungen des sächsischen Schlosses Netzschkau befindet sich (2018) ein großes Gemälde des Schlosses Fürstenstein im heute polnischen Waldenburg in Schlesien. Dieses Gemälde befand sich höchstwahrscheinlich ursprünglich auf Schloss Rohnstock in Polen, welches im Besitz der Nebenlinie Hochberg-Rohnstock der Grafen von Hochberg und Fürsten von Pleß war. Auf Schloss Quolsdorf in der Oberlausitz wurde am 14. September 1794 Graf Heinrich von Schönburg-Hinterglauchau (1794–1881) als Sohn des Grafen Ludwig von Schönburg-Hinterglauchau (1762–1842) und der Gräfin Ferdinande Henriette von Hochberg-Rohnstock (1767–1836) geboren und auf den vollen Namen Heinrich Gottlob Otto Ernst getauft. Über diese Heirat gelangten das Gemälde von Schloss Hinterglauchau offenbar ins Schloss Rohnstock und das Gemälde des Schlosses Fürstenstein wohl aus dem Schloss Rohnstock ins Schloss Netzschkau, das Heinrich Gottlob Otto Ernst von Schönburg-Hinterglauchau im November 1858 zusammen mit seiner Frau Marie Clementine kaufte.

## Persönlichkeiten
- Justina Siegmund (Justine Siegemundin), Tochter des evangelischen Pfarrers Elias Dittrich aus Rohnstock, (* 26. Dezember 1636 in Rohnstock; † 10. November 1705 in Berlin), verheiratet mit dem Renthschreiber Siegmund. Siegmund eignete sich autodidaktisch Hebammenfertigkeiten an. Sie erfand den „gedoppelten Handgriff“, mit dem bei einer Querlage des Kindes die Geburt ermöglicht wird. 1683 wurde sie „Stadt-Wehemutter“ in Liegnitz. Nachdem ihre Bekanntheit und Ansehen gestiegen waren, wurde sie vom Großen Kurfürsten Friedrich Wilhelm (1620–1688) als „Chur-Brandenburgische Hof-Wehemutter“ (Hebamme) nach Berlin berufen. Sie war Autorin des ersten von einer deutschen Hebamme geschriebenen Lehrbuches für Hebammen (1690).
- Hans Heinrich XIV. Bolko Reichsgraf von Hochberg (1843–1926), Freiherr zu Fürstenstein und Rohnstock, Besitzer von Schloss Rohnstock von 1858 bis 1926.
- Gottfried Scholz (1837–1926), von 1885 bis 1910 Mitglied des preußischen Abgeordnetenhauses für den 6. Wahlkreis des Regierungsbezirks Liegnitz. Er bezeichnete sich als frei-konservativer und gehörte der Konservativen Partei unter der Führung des Herrn von Heydebrandt an. Seit etwa 1886–1918 war er Vorstandsmitglied der Schlesischen Landwirtschaftskammer und Mitglied des Kreisausschusses zu Bolkenhain.
- Hans Heinrich XVI. von Hochberg (1874–1933), Politiker und Gutsbesitzer